# Hans Glaser (Architekt)
Johann „Hans“ Glaser (* 25. Oktober 1873 in Wien, Österreich-Ungarn; † 10. Juli 1950 ebenda) war ein österreichischer Architekt.

## Leben

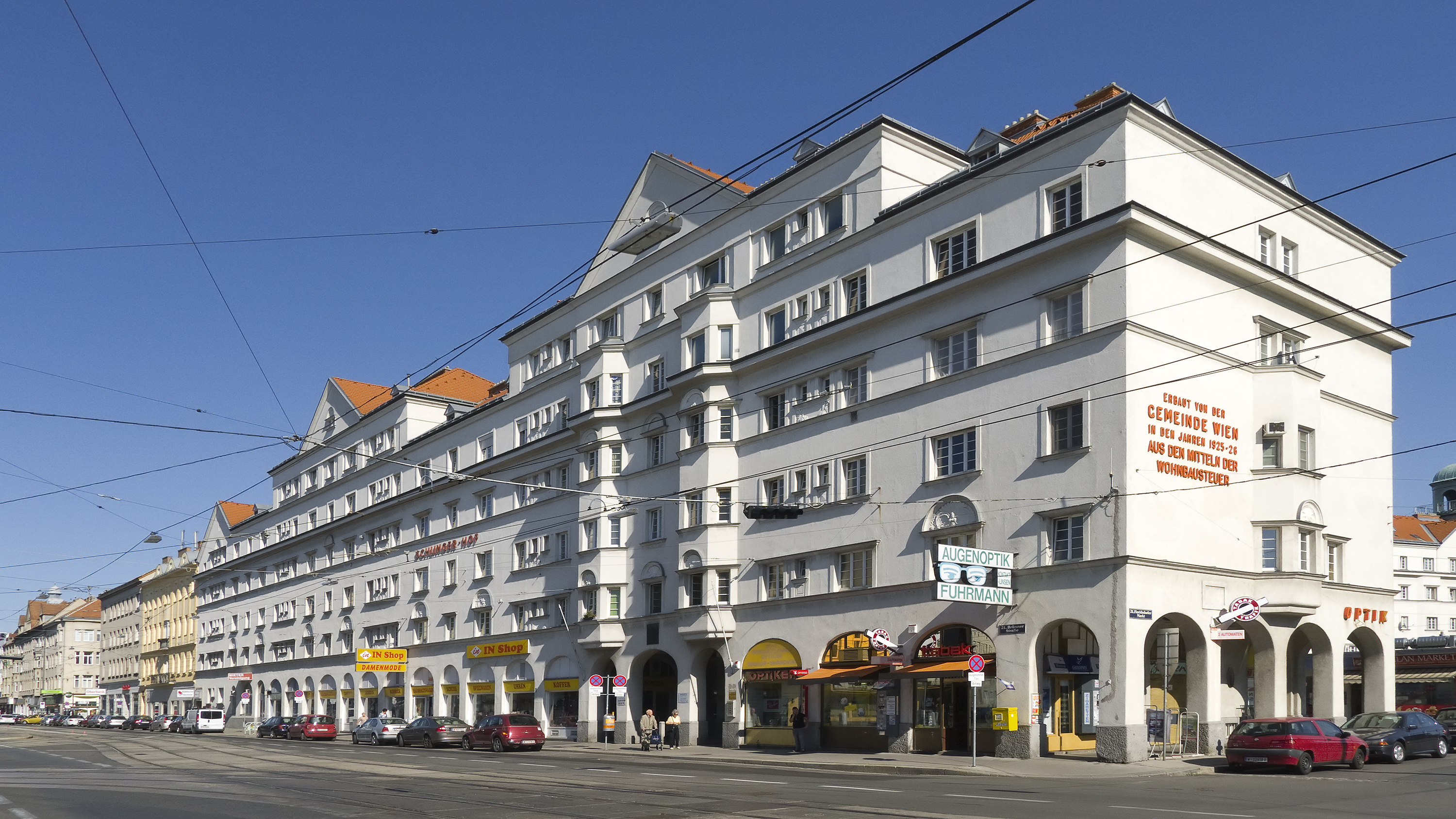
Schlingerhof, Wien 21; mit Karl Scheffel

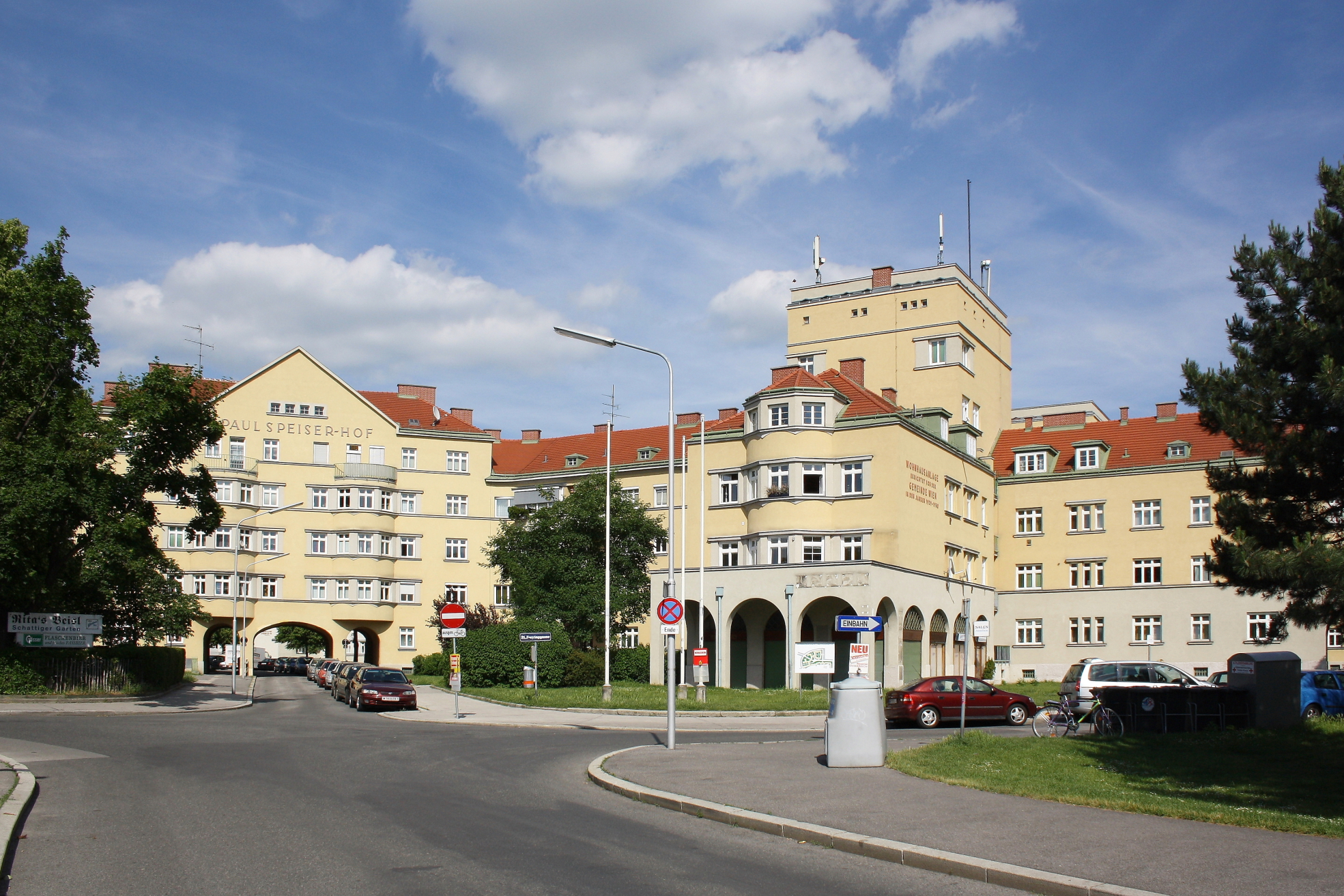
Paul-Speiser-Hof, Wien 21; mit Ernst Lichtblau, Karl Scheffel und Leopold Bauer

Hans Glaser war der Sohn des Handwerksmalers Johann Glaser und von Franziska Glaser, geborene Grundmann. Nach dem Besuch der Bürgerschule wechselte er auf die Staatsgewerbeschule in seiner Heimatstadt und beendete seine Schulausbildung 1892 mit der Matura. Von 1893 bis 1896 studierte er an der Akademie der bildenden Künste Wien Architektur bei Karl Hasenauer und Viktor Luntz. Aus der Ehe mit Klementine Jäger (ca. 1874–1963) stammte die gemeinsame Tochter Eleonore (1908–1993), verheiratete Fiedler.
Das Architektenlexikon Wien 1770–1945 des Architekturzentrums Wien ordnet Hans Glaser die Beteiligung an einem bereits 1890 fertiggestellten Wohnbau in der Helblinggasse 11 in Wien-Hernals zu. Da Hans Glaser zu diesem Zeitpunkt noch Schüler war, kann hier ein Irrtum im Baujahr wie auch ein namensgleicher Architekt nicht ausgeschlossen werden. Hans Glaser ist zudem nicht zu verwechseln mit dem ebenfalls in Wien ansässigen Architekten Hans Glas (1892–196?).
Sicher ist auf jeden Fall, dass Glaser von 1895 bis 1896 an der Dombauhütte am Stephansdom tätig war und in der 1913 gegründeten Arbeitsgemeinschaft Architektur und Konstruktions-Atelier für Ausstellungsindustrie, Möbel und Vergnügungsbauten mit Karl Scheffel und Alfred Kraupa (bis 1916) mehrere Wohn- und Gemeindebauten entwarf. 1907 wurde er Mitglied der Wiener Bauhütte und 1915 der Zentralvereinigung der Architekten Österreichs. Aus der weiteren Zusammenarbeit mit Kraupa ab 1916 entstammten vorwiegend unrealisierte Wettbewerbsentwürfe, weitere zusammen mit Ludwig Tremmel oder von ihm allein, einzelne auch noch zusammen mit Karl Scheffel sowie bei dem für die Hauptschule in Langenwang (1930) zusammen mit Johann Zamecznik, bei dem die Drei den 2. Preis gewannen.
Den Kriegsdienst im Ersten Weltkrieg versah er als Angehöriger der Kriegsgräberabteilung der k.u.k. Pioniere, wurde 1917 zum Ingenieur-Leutnant befördert und war verantwortlich für Ausschmückung von Militärfriedhöfen. Ebenfalls 1917 wurde ihm das Goldene Verdienstkreuz mit der Krone verliehen. Nebenbei konnte er dennoch seinem Zivilberuf im gemeinsamen Architekturbüro nachkommen.
1926 erhielt er die Befugnis zum Ziviltechniker und wurde Mitglied der Ingenieur- und Architektenkammer Wien. Er wurde am Wiener Zentralfriedhof bestattet.

## Bauten (Auswahl)
mit A. Kraupa:
- 1910: Gefangenenhaus und Justizpalast in Sarajevo (Bosnien und Herzegowina)

mit A. Kraupa und K. Scheffel:

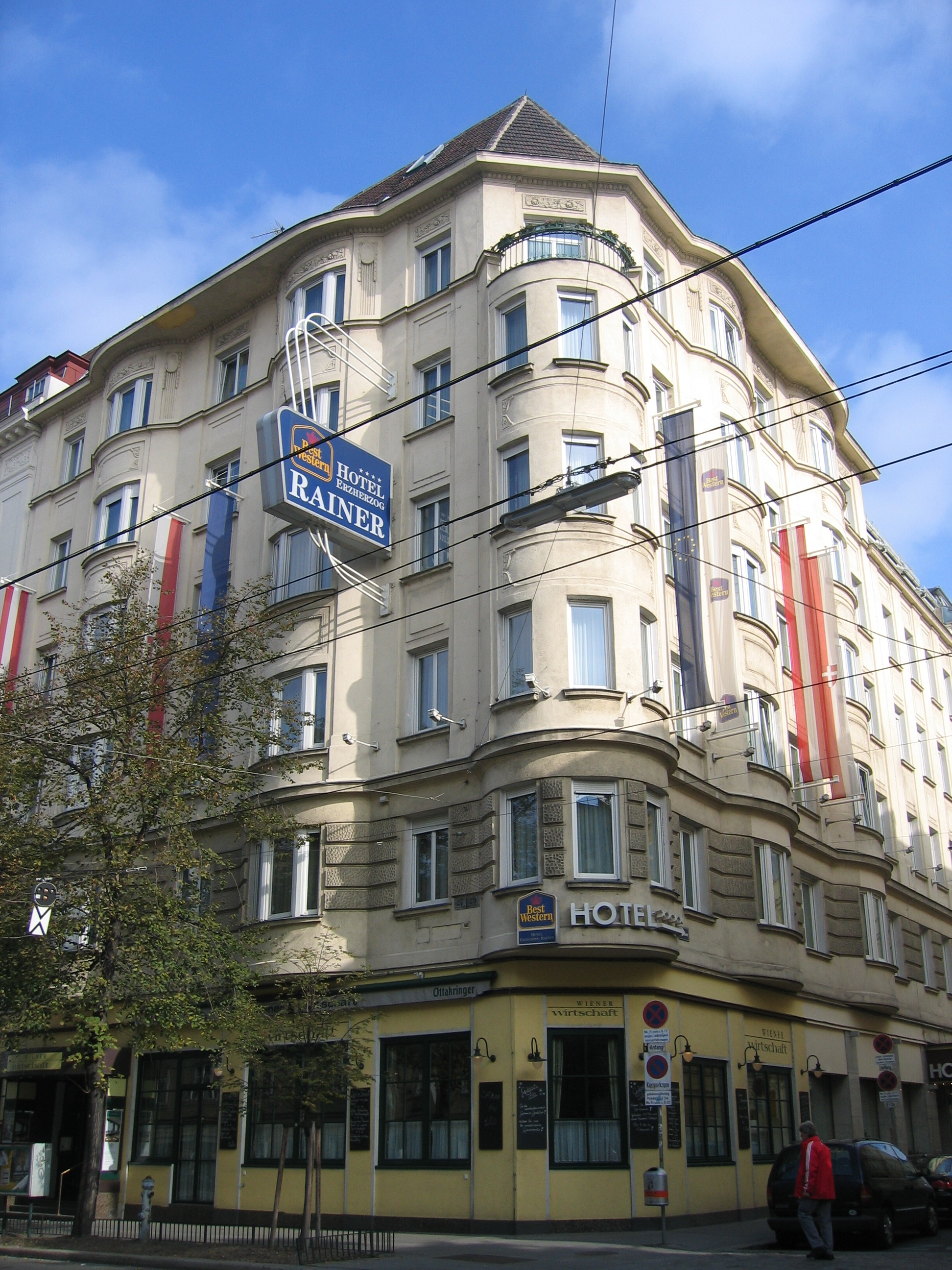
„Hotel Erzherzog Rainer“, Wien 4

- 1912: „Hotel Erzherzog Rainer“, Wien 4, Wiedner Hauptstraße 27–29

mit K. Scheffel:
- 1911: Hotel „Erzherzog Karl“ (später Umbau zum „Hotel Weinzinger“), Linz
- Knaben- und Mädchenvolksschule, Aussig
- 1914: Miethaus, Wien 7, Kirchengasse 13
- 1914: Wohn- und Werkstättenhaus, Wien 15, Matthias-Schönerergasse 15
- 1914: Miethaus, Wien 15, Schanzstraße 24
- 1914: Miethaus, Wien 15, Witzelsbergergasse 20 (Nibelungenviertel)
- 1919: Villa, Wien 17 (Umbau), Andergasse 62
- 1924–1926: Schlingerhof, Wien 21, Brünnerstraße 34–38
- 1929–1930: Paul-Speiser-Hof („FAC-Hof“; Bauteil I), Wien 21, Freytaggasse 3–9, 4–14 (ferner bis 1932 beteiligt Ernst Lichtblau und Leopold Bauer)

## Auszeichnungen
- 1896: Spezialschulpreis, Akademie der bildenden Künste Wien
- 1917: Goldenes Verdienstkreuz mit der Krone